# 53
Glej tudi: število 53
53 (LIII) je bilo navadno leto, ki se je po julijanskem koledarju začelo na ponedeljek.

## Dogodki
- 1. januar

## Rojstva
- Marcus Ulpius Nerva Traianus, rimski cesar († 117)